# 格利諾耶茨克
格利諾耶茨克是波蘭的城鎮，位於該國中部，由馬佐夫舍省負責管轄，面積7.37平方公里，2010年人口3,096。在第三次瓜分波蘭中，該鎮被納入普魯士管治範圍。
52°49′N 20°18′E / 52.817°N 20.300°E